# 小西洋之
小西 洋之（こにし ひろゆき、1972年〈昭和47年〉1月28日 - ）は、日本の政治家で自称憲法学者(詳細は後述)。郵政・総務官僚を経て立憲民主党所属の参議院議員（3期）。参議院国土交通委員長、参議院外交防衛委員会筆頭理事、同政治倫理の確立及び選挙制度に関する特別委員会委員、裁判官弾劾裁判所裁判員。このほか、参議院沖縄北方問題特別委員長、環境委員会理事、参議院憲法審査会野党筆頭幹事、立憲民主党参議院政策審議会長を歴任した。

## 来歴

### 生い立ち
徳島県徳島市に生まれる。10歳の時に、父親が脳卒中を患い一級障がい者となる。1990年3月に徳島市立高等学校卒業し、父親の病気の経験や家庭事情から4月に徳島大学医学部へ入学する。2年次で中退し、1993年4月に東京大学教養学部へ入学する。在学中に国家公務員を志望し、1年留年して1997年に国家公務員試験に合格する。1998年3月に東京大学教養学部教養学科卒業し、4月に郵政省へ入省して通信政策局総務課に配属される。郵政官僚としてITベンチャー支援や情報通信政策などに携わり、農林水産省や経済産業省へ出向した。2002年から2年間、人事院研修制度でコロンビア大学国際公共政策大学院修士課程（公共経営学、社会福祉（副専攻））へ留学する。帰国後は東京大学で医療政策人材養成講座を受講し、総務省で医療政策研究に従事した。

### 政界入り
2009年11月に民主党千葉県連は次期参院選の千葉県選挙区（改選数3）で公募し、2人の枠に小西を含む112人が応募した。2010年1月に党県連は総支部長会議を開き、小西と弁護士の道あゆみを擁立する方針を固めた。2月27日に党県連は総支部長・幹事会合同会議を開き、衆議院の小選挙区13区を二つに分けて支援を分担することを決めた。1 - 4、9、11、12の各区の議員らが小西を、5 - 8、10、13の各区の議員らが道を支援する。3月3日に両候補者の正式な公認が発表され、小西は総務省情報流通行政局衛星・地域放送課課長補佐を最後に退官する。
2010年4月5日に連合千葉は小西と道の推薦を決定するも、「比例区の連合組織内候補11人が全員男で女性の道の方が相乗効果がある」として、道の支援が決まった。郵便局長などでつくる政治団体「郵政政策研究会」は小西を支援する。自由民主党は元衆議院議員の猪口邦子、現職の椎名一保の2人を擁立した。7月11日の第22回参議院議員通常選挙で小西は得票数1位で初当選した。2位は猪口、3位はみんなの党新人で元自民党衆議院議員の水野賢一、道は次点で落選した。
2016年7月の第24回参議院議員通常選挙に民進党公認で千葉県選挙区（定数3）から立候補し、得票数472,219票で2期目の当選。
2018年5月に民進党と希望の党（正確には分党後1日だけ存在した政治団体「国民党」）が合流した国民民主党に参加せず、無所属での活動を表明。参院会派の「立憲民主党・民友会」に入会。6月10日に野田佳彦前首相が千葉県内の旧民進党系地方議員らによる政治団体「千葉民主連合」を設立した際はこれに参加した。
2020年9月15日に旧立憲民主党と旧国民民主党は、2つの無所属グループを加えた形で新「立憲民主党」を結成。小西も新党に参加。
2021年10月31日の第49回衆議院議員総選挙で、立憲民主党は議席を「109」から「96」に減らし、11月2日に枝野幸男代表は引責辞任を表明した。枝野の辞任に伴う代表選挙（11月30日実施）では小川淳也の推薦人に名を連ねた。
2022年7月の第26回参議院議員通常選挙に立憲民主党公認で立候補し、得票数3位で3期目の当選を果たした。同年9月には、党の参議院政策審議会長、次の内閣ネクスト内閣官房副長官にそれぞれ就いた。

2023年3月2日、国会内で記者会見し、安倍政権が2016年2月に行った放送法第4条の「政治的公平」の解釈変更は礒崎陽輔首相補佐官（当時）が主導したとする総務省の内部文書を公表した。小西は解釈変更の撤回を求め、3月3日の参議院予算委員会において与党を追及した。文書作成時に総務大臣だった高市早苗が「捏造でなければ、議員を辞職する」と表明する事態にまで発展するが、総務省は3月7日、小西が公表した文書と省内に保存している行政文書が同一のものであることを認め、78ページの文書全文をホームページに公開した。
2023年3月29日、国会内で取材に対し、「憲法審査会の毎週開催はサルのやることだ」などと発言したことが党内外で問題となる。小西は、同月30日に国会内で記者会見を開き発言の撤回と謝罪を行なった。翌31日に同党の泉健太代表は、小西の態度が不適切だったとして、参議院憲法審査会野党筆頭幹事を事実上更迭し、口頭を含む厳重注意行ったと述べた。

2023年4月11日、小西は党側に立憲民主党参議院政策審議会長を辞任する意向を伝えた。立憲民主党は役員会を開き、これを了承した。同日に、サル発言に関する事実上の追加処分として立憲民主党は小西を幹事長注意とすることを決めた。
2024年9月に行われた立憲民主党代表選挙では吉田晴美の推薦人に名を連ねた。一方、8月には、対立候補である野田佳彦に出馬要請を行っていた。同年11月、参議院国土交通委員長に就任。

## 政策・主張

### 憲法
- 憲法改正について、2016年の朝日新聞社のアンケートで「どちらかと言えば反対」と回答し、憲法学者を自認している[34]。同年の毎日新聞社のアンケートで「反対」と回答[35]。2022年のNHKのアンケートで「反対」と回答[36]。
- 9条改憲について、2016年、2022年の毎日新聞社のアンケートで「反対」と回答[35][37]。9条への自衛隊の明記について、2022年のNHKのアンケートで「反対」と回答[36]。
- 憲法を改正し緊急事態条項を設けることについて、2022年のNHKのアンケートで「反対」と回答[36]。
- 憲法学者を自称しており[38]実際に憲法に関する著書を出版している。ただし、大学などで憲法学を専攻した経歴は公表されておらず、｢自称･憲法学者｣と呼ばれることもある。

### 外交・安全保障
- 「他国からの攻撃が予想される場合には先制攻撃もためらうべきではない」との問題提起に対し、2016年のアンケートで「反対」と回答[34]。
- 敵基地攻撃能力を持つことについて、2022年のNHKのアンケートで「どちらかと言えば反対」と回答[36]。
- 「北朝鮮に対しては対話よりも圧力を優先すべきだ」との問題提起に対し、2016年のアンケートで「どちらとも言えない」と回答[34]。
- 安全保障関連法の成立について、2016年の毎日新聞社のアンケートで「廃止すべき」と回答[35]。
- 普天間基地の辺野古移設について、2016年の毎日新聞社のアンケートで「賛成」と回答[35]。2022年の毎日新聞社のアンケートで「どちらかといえば反対」と回答[37]。
- ロシアは2022年2月24日、ウクライナへの全面的な軍事侵攻を開始した[39]。日本政府が行ったロシアに対する制裁措置についてどう考えるかとの問いに対し、2022年のNHKのアンケートで「さらに強めるべきだ」と回答[36]。同年の毎日新聞社のアンケートで「制裁をより強めるべきだ」と回答[37]。
- 2022年6月7日、政府は経済財政運営の指針「骨太方針」を閣議決定した。NATO加盟国が国防費の目標としている「GDP比2％以上」が例示され、防衛力を5年以内に抜本的に強化する方針が明記された[40]。「防衛費を今後どうしていくべきだと考えるか」との問いに対し、2022年のNHKのアンケートで「ある程度増やすべき」と回答[36]。

- 徴用工訴訟問題や慰安婦問題などをめぐり日韓の対立が続くなか、関係改善についてどう考えるかとの問いに対し、2022年の毎日新聞社のアンケートで「韓国政府がより譲歩すべきだ」と回答[37]。

### ジェンダー
- 選択的夫婦別姓制度の導入について、2016年、2022年のアンケートで「賛成」と回答[34][36]。
- 同性婚を可能とする法改正について、2016年のアンケートで「どちらかと言えば賛成」と回答[34]。2022年のNHKのアンケートで「賛成」と回答[36]。
- クオータ制の導入について、2016年、2022年のアンケートで「賛成」と回答[34][36]。

### その他
- 永住外国人への地方参政権付与について、2016年のアンケートで「賛成」と回答[34]。
- 首相の靖国神社参拝について、2016年のアンケートで「反対」と回答[34]。
- 「治安を守るためにプライバシーや個人の権利が制約されるのは当然だ」との問題提起に対し、2016年のアンケートで「反対」と回答[34]。
- 「原子力発電所は日本に必要だと思うか」との問いに対し、2016年の毎日新聞社のアンケートで「必要ない」と回答[35]。
- 2016年の米国大統領選挙について「ドナルド・トランプとヒラリー・クリントンのどちらを支持するか」との問いに対し、2016年の毎日新聞社のアンケートで「クリントン」と回答[35]。
- 2016年2月8日、高市早苗総務大臣は、放送局が政治的公平性を欠く放送を繰り返した場合、放送法4条違反を理由に電波停止を命じる可能性に言及した[41][42]。安倍晋三首相は2月15日の衆議院予算委員会で野党の批判に反論し、高市の発言を擁護した[43]。政府の姿勢をどう思うかとの問いに対し、2016年の毎日新聞社のアンケートで「問題だ」と回答[35]。
- 国会議員の被選挙権年齢の引き下げについて、2022年の毎日新聞社のアンケートで「賛成」と回答[37]。

## 発言・行動等

### NHK経営委員の交代を要求
2014年3月12日に参議院予算委員会の質疑で、安倍政権下で任命された経営委員の顔ぶれについて、戦後初めて経営委員会に東北地方の代表者がおらず、全国各地方の公平性の考慮を規定している放送法に違反するとして長谷川三千子、百田尚樹両経営委員の罷免を要求した。安倍晋三首相は、長谷川が日本国憲法を批判していることなどについて、小西が「こういう方がこの世にいるのかと驚いた」と述べたことに対し、「自分と考え方の違う人の存在を許さないという狭量な考え方は、極めて危険と言わざるを得ない」と答弁した。

### 参議院予算委員会における発言
2015年3月20日の参議院予算委員会で、集団的自衛権の行使を容認する2014年7月の憲法解釈変更の閣議決定について、「安倍晋三首相が行ったことは法令解釈ではない。日本の法秩序を根底から覆すクーデターだ」「憲法を何も分からない首相とそれを支える外務官僚を中心とした狂信的な官僚集団」と発言した。直後に岸宏一予算委員長から「発言中に不適切な言質があるとの指摘があった。十分気をつけて発言をお願いしたい」と注意を受け、「日本の法の支配を思うあまり不適切な発言があったらおわびしたい」と述べたが、「不適切な発言があったらおわびしたい」と謝罪したと報じた産経新聞の21日付の記事について「謝罪はしていない」「『後日の議事録の調査で不適切発言が確認されたのならおわびする』と述べただけ」と「謝罪」については否定した。

### 「官僚を処分する」発言
2015年6月9日の参院外交防衛委員会で小西は中谷元防衛相の秘書官が防衛相に耳打ちして「憲法違反の答弁」を補佐したと主張し、「解釈改憲、安保法制、これ憲法違反のお先棒をかつぐというような官僚の皆さんは、絶対に許さない。政権を奪い返してから、必ず、皆さんを処分する」と発言。枝野幸男幹事長は10日の記者会見で、「少し言葉が過ぎるのではないか。思いは分かるが、十分注意するよう指摘したい」と述べ、党として注意する意向を示した。

### 平和安全法制の採決の際の行動
2015年9月17日の参院平和安全法制特別委員会で採決の際、鴻池祥肇委員長が手にする議事進行表を奪おうとしたが、自民党議員などが反対派議員の採決妨害を阻止するため委員長席を囲んだ際、小西は窓枠によじ登り頭上から委員長席に飛び込んだが、自民党の佐藤正久に顔を払いのけられ防がれた。小西は「佐藤氏に殴られた」と主張した。

### 安保法制をめぐる発言
2015年9月30日に小西は自身のTwitterに「自衛隊員の母親の望みも虚しく、自衛隊員は他国の子供を殺傷する恐怖の使徒になるのである」と記したが、非難を受け削除した。10月1日にtwitterで「自衛隊の集団的自衛権行使を受ける国の子供達は自衛隊員を『恐怖の使徒』と思うだろう。違憲立法から自衛隊員を救わなければならない」と投稿を差し替えた。自民党参議院議員の佐藤正久は「いくら法案反対でも非常識過ぎる」と怒りを露わにして小西を批判した。

### テロ等準備罪をめぐる発言
2017年04月19日、自身のTwitterで「共謀罪が成立すると本気で国外亡命を考えなければならなくなると覚悟している」との表現で法案を批判した。この発言に対して民進党の野田佳彦幹事長は、「（小西は）とかく表現が過激になりがちなので、全体としてこの問題を含めてよく指導していきたい」と、党の立場から苦言を呈した。

### 自衛官により「国民の敵」と罵られたとの主張
2018年4月17日の参議院外交防衛委員会において、16日午後9時頃に現職自衛官を名乗る男性から「お前は国民の敵だ」と繰り返し罵られたと主張した。防衛省は、暴言を繰り返したのは、同省統合幕僚監部に所属する30代の男性3等空佐だったと明らかにした。河野克俊統合幕僚長は17日午後、参議院議員会館を訪れ、小西に陳謝した。この件に関して、小野寺五典防衛大臣は「不快な思いをさせたのであれば申し訳ない。国民の一人として当然思うことはあると思うが、それを口にするかどうかは自分が置かれた立場をおもんぱかって対応すべきだ」と述べた。一方、3等空佐は自衛隊の聞き取り調査に対し「『国のために働け』、『ばかなのか』とは言ったと思うが『国民の敵』とは言っていない」と述べており、両者の発言には食い違いがある。5月8日に防衛省は3等空佐を訓戒処分とした。

### 参議院予算委員会において、田島麻衣子議員への「嘘でもいいから」発言
2021年3月10日の 参議院予算委員会で、田島麻衣子議員の質問が、平井卓也デジタル改革担当大臣に事前通告されていたかの問いに、小西は田島麻衣子に「うそでいいから、口頭でいいから、まぁやる必要のないうそは言う必要はないから」と促した。これに対して、3月12日午前の定例の記者会見において、フジテレビは加藤勝信官房長官へ「一昨日の予算委で立憲民主党の小西議員が田島議員に、嘘でもいいから、と音声が残っており、ネット上で指摘されている」と質問した。加藤勝信官房長官はこれに対し、「ネット上において指摘されてるのは承知しているが、政府としてコメントする立場にはない」と返答した。3月15日、日本維新の会の梅村みずほは、参議院の予算会議で、この問題を取り上げ、発言者を名指しこそなかったものの「お天道さまと子供に見せて恥ずかしくない自分でありたい。これは私自身も野党側も心しなければならない」「悲しくなった。染まっていない議員をそのように染めないでほしい」と批判した。

### 小西の質問通告が原因で総務省の女性課長が体調不良で倒れたとする報道
2021年3月25日号の週刊新潮の記事で、2021年3月5日と3月8日の参院予算委の小西の質問通告が原因で、その質問を受けて対応する窓口となった総務省の女性課長が電話を受けた後に体調不良で倒れ「小西議員の度重なる電話と、質問を取りまとめるための深夜残業で心身が擦り切れてしまったともっぱらの噂」と書かれた。これに対し小西は、その内容を事実無根と全否定し、「質問の数10問ないくらい。時間も問題どころか、大変助かりますと感謝までされた」「本当は質問に立つ予定はなかったが、立民の執行部に枠を空けたからと言われて」「質問通告も普通の百戦錬磨の官僚ならダウンするほどのものじゃありません」「総務省には『担当課長の体調不良を私のせいにする誹謗中傷があるのなら、むしろ小西議員は配慮して下さった、と職場中に触れ回ってほしい』と抗議しました」と反論した。

### 「Dappi」の発信元などの訴訟
2021年10月6日にTwitterのアカウント「Dappi」(@dappi2019) の発信元が東京都のウェブ関連企業ワンズクエストであることを発信者情報開示請求に基づき特定し、杉尾秀哉議員とともに法人を名誉毀損による損害賠償などで東京地方裁判所へ訴えた。
2023年3月13日、東京地裁の新谷祐子裁判長は、ツイートの投稿者名を開示することをワンズクエストに命じる決定を出した。同年10月16日、東京地裁はワンズクエストと代表に計220万円の賠償と投稿の削除を命じた。原告、被告とも期限までに控訴しなかったため、この判決が確定した。

### 政治資金で自著の買取
2014年に自費出版した自著の購入代として約319万2千円を政治資金から支出している。2015年9月9日には、小西の著書「私たちの平和憲法と解釈改憲のからくり」約1200冊分の購入代金194万4千円を出版社に支出し、同年11月と12月にも再び同書購入代金計約260冊分約42万円を支出している。さらに、2015年に別の出版社が発行している「日本を戦争する国にしてはいけない」約320冊の購入代金23万5千円を支出している。
産経新聞の取材に対して、小西は、「出版不況の中、著者が買い取りしないと出版できない。安い印税は入っているが、まっとうな政治活動だと思っている。政党交付金は使っていない」と述べている。

### 放送法解釈変更を示す内部文書を公表
2023年2月22日、小西は総務省の幹部4人と面会し、同省の職員から提供を受けたとする内部文書（A4で78枚）のコピーを渡した。文書は、番組の政治的公平性を定めた放送法の政府解釈が安倍政権時の2016年2月に事実上変更されるに至った流れを示すもので、当時の官邸幹部らが安倍から聞き取ったとされる発言や、高市早苗総務大臣、礒崎陽輔首相補佐官らの発言内容が記載されていた。小西の望みは、放送法の解釈変更を撤回させることであった。岸田文雄首相が国会で撤回の答弁をするための根回しを総務省に持ち掛けるが、交渉は不調に終わった。
2月28日、同省の今川拓郎官房長は「同じものが放送政策課にあり、行政文書であると認める」と小西に議員会館で説明した。小西は作戦を変更し、参議院予算委員会の質疑で追及することを決め、同省の官僚に、高市の秘書官に事前に文書を渡すことを依頼した。3月2日、質問通告のレクを内閣府の官僚と実施。小西によれば、その際、高市の味方であるはずの相手側の官僚が文書を知らなかったことに驚かされた。
3月2日夕方、小西は国会内で記者会見し、当該内部文書を公表。文書のPDFファイルを自身のウェブサイトに掲載した。会見で、総務省の職員から提供を受けたと述べ、「同じものが総務省放送政策課に存在するという確認を受けている」と明らかにした。同日、高市は「怪文書だと思う」と述べ、礒崎は共同通信に「総務省との間で意見交換したとする文書の内容は事実だ」と答えた。
3月3日、小西は参議院予算委員会の午前中の質疑に立ち、質疑資料として文書の配布を試みるも与党は「文書の正確性に疑義がある」として認めなかった。小西は与党側の対応に抗議して質問を中断するも3日午後の予算委員会でも認められず、質疑を再開した。小西は岸田文雄首相に「個別番組を狙い撃ちする目的で放送法の解釈がつくられていいのか」と追及するも、岸田は「正確性、正当性が定かでない文書について私から申し上げることはない」と繰り返した。小西は、総務省大臣官房の平川薫参事官が2015年3月9日に安藤友裕情報流通行政局長に宛てた連絡メモに、高市と安倍晋三首相の電話会談の結果が「政治的公平に関する件で高市大臣から総理に電話（日時不明）。総理からは、『今までの放送法の解釈がおかしい』旨の発言。実際に問題意識を持っている番組を複数例示？（サンデーモーニング他）」と記されていることに言及した。高市は小西に対する答弁で「全くそれは捏造文書だと考えております」と述べた。小西が「この文書は最高幹部に共有された超一級の行政文書です。仮にこれが捏造の文書でなかったら、大臣、そして議員を辞職するということでよろしいですね」と念を押すと、高市は「結構ですよ」と答え、「私を辞めさせようとしたのかどうかわかりませんが、非常に悪意をもってつくられた文書だと思います」と述べた。3月3日、中日新聞や信濃毎日新聞など多くの地方紙が、小西が公表した文書の内容の一部を原文どおりに列挙して報じた。
3月6日に松本剛明総務大臣は参議院予算委員会で、放送法の「政治的公平」を巡る新たな見解を示したきっかけが、礒崎からの問い合わせだったことを認めた。総務省は、小西が公表した文書が同省に保存されているものと同一であるか精査し、3月7日午前に松本は記者会見で文書は「すべて総務省の行政文書であることが確認できた」と述べた。7日午後に総務省情報流通行政局放送政策課は、省内で保存している78ページの「取扱厳重注意」内部文書を自ら公開した。3月9日、小西はインターネット報道番組『Choose Life Project』に出演し、内部文書は2022年7月の参院選以前に受け取ったものだと証言した。
3月10日、総務省は放送法の「政治的公平」に関する行政文書について、行政文書78ページを全48ファイルに整理した調査状況を発表した。そのうち78ページ中50ページを占める26ファイルについて10日時点で作成者未確認と説明した。さらに、文書中の不自然・不一致箇所は6項目あるとされ、引き続き精査しているとされるが、元内閣参事官の高橋洋一は、これで今回の行政文書の正確性がないのが分かると述べている。
3月14日、衆院総務委員会で松本総務相は、「上司の関与を経て、このような文書が残っているのであれば、2月13日に放送関係の大臣レクがあった可能性が高い」と述べた。これに関し高橋洋一は「上司の関与を経て」というのは、書き換えを示唆した可能性があると考えられると言い、書き換えが「改竄（かいざん）」になるかどうかは分からないが、高市氏と参事官、秘書官も大臣レクの記憶がないというのはあまりに不自然であり、もし書き換えが行われていたとすれば、これまでの高市氏の発言や大臣レク文書の内容も整合的に説明できると言う。
3月16日、総務省の小笠原陽一情報流通行政局長は衆院総務委員会で、日本共産党の宮本岳志の質問に対し、「総務省が行政文書と認めた文書は、確認した結果、行政文書ファイル管理簿への記載が行われていなかった」と回答した。
3月17日、総務省は、政治的公平性をめぐる行政文書について、関係者への聞き取り結果を新たに公表した。礒崎は同省の調査に応じ、「総務省に対し、放送法の解釈について問い合わせを行い、何回か意見交換をしたのは事実」「補充的な説明をしてはどうかと意見したことは記憶にある」と証言した。同省は公表に際し、「安倍氏への放送法関連のレクはあったと考えられる」とし、高市が存在を認めていない2015年2月13日の大臣レクについても「あった可能性が高いと考えられる」とした。「作成者および同席者も、この時期に、放送部局から高市大臣に、放送法の解釈を変更するという説明を行ったと認識を示す者はいなかった」としている。放送法の解釈を巡って高市と安倍が電話で話したとの行政文書について「資料の作成者が不明で、電話の有無は確認されなかった」と説明した。
同日の参院総務委員会で、松本総務相は日本共産党の伊藤岳への答弁で、放送法の解釈をめぐる総務省の行政文書を「行政文書ファイル管理簿」に不記載だった問題について、「行政文書の管理が適切に行われていなかったと言わざるを得ず、大変遺憾に思っている」と述べた。伊藤は「行政文書の管理に関するガイドライン」では、管理簿に仮記載する旨が記されていると指摘。「（意図的に）記載させなかったことが予想される」として、不記載となった経過を報告することを要求した。
3月20日、自民党の広瀬めぐみは参議院予算委員会で、15日の高市の発言「信用できないならもう質問しないでください」について、「与党・自民党の立場としても遺憾」と述べた。高市が退席する際に、末松信介委員長は高市を呼び止め、「表現はまったく適切ではない。敬愛の精神を忘れている」と指摘。「議員の質問権を揶揄、否定するのは本当に大きな間違いであると思う」と述べた。高市は小西の質問のあと、15日の発言を撤回した。
3月22日、総務省は、参議院予算委員会理事懇談会で調査結果を報告。調査結果は、2015年2月13日の大臣レクについて、文書の作成者が「放送法4条の解釈という重要な案件を大臣に報告していないというのはあり得ない」「原案を作成した認識はある」と説明しているとした。別の2人も「大臣レクが存在しなかったとは認識しにくいのではないか」と説明しているとした。一方、高市は「内容が正確ではなく、信頼に足る文書ではない」と全面否定する書面を提出した。

### 衆議院憲法審査会に対する「毎週開催はサルがやること」発言
2023年3月29日、小西は参議院憲法審査会の幹事懇談会後、国会内で記者団に対し、週1回の開催が定着している衆議院憲法審査会について「毎週開催は憲法のことなんか考えないサルがやることだ」「憲法を真面目に議論しようとしたら毎週開催なんてできるわけがない。わたしは憲法学者だが、憲法学者でも毎週議論なんてできない。」「何も考えてない人たち、蛮族の行為、野蛮だ」などと述べた。
小西は同日、自身のTwitter投稿で「衆院憲法審の毎週開催の『憲法を真剣に考えていないサルがやること、野蛮』などの発言ですが、オフレコで、特に『人にサルはいけないですね』と撤回していたものです。」と説明し、毎週開催を「他方、衆院のオンライン出席報告が衆参憲法審の四名の憲法学者から議院自律権の濫用と批判される等々、毎週開催は戦慄の害悪です。」と重ねて批判した。さらに産経新聞とフジテレビに対して「当然、産経とフジテレビについては今後一切の取材を拒否します。」「放送法の解釈改変を始めすさまじい違憲、違法の数々の実態を全く報道せず、そうした異常な状況で「違憲の調査審議」という法的任務を無視し、濫用の危険の改憲案を推し進める衆院の毎週開催に警鐘を鳴らさない二社は報道機関ではない。」「気に食わないのなら、真正面から私の政見について論戦を挑めばいいのに、報道倫理に反して攻撃的な報道を行うのはおよそ言論報道機関とは言えない。」「特に、フジテレビは政治圧力以前に局内に元々そうした歪んだ人材がいることが深刻だ。」「元放送政策課課長補佐に喧嘩を売るとはいい度胸だと思うが。。」などと批判した。さらに「放送法に違反し偏向報道を続けるNHKとフジテレビに対し、放送法などあらゆる手段を講じて、その報道姿勢の改善を求めたい」とも投稿した。ただし、小西の発言のニュースに関しては産経・FNN以外にも日本経済新聞も共同通信が配信した元記事として掲載している。
なお衆議院憲法審査会の審査対象となっている現行憲法は、1946年2月4日〜同10日の「たった1週間で」取り纏められたホイットニー原案を多少修正したマッカーサー草案が元になっている。

#### 小西による謝罪と弁明
同月30日、小西は国会内での記者会見で「不快な思いをした方にはおわびしたい」と謝罪したが、発言はオフレコと認識していたとし、直後に「これは間違った発言だ」と気づいて撤回したと主張した。撤回した部分を切り取って報道されたと主張し「法的に問題のある表現行為があったのではないか。今、顧問弁護士と相談している」と報道に関して法的措置を取ることを仄めかした。このオフレコとの主張に対し、取材に参加していた毎日新聞は、実名報道を前提とする「オンレコ」取材で、ICレコーダーで録音していた。「サル発言」の前後に「オフレコ発言しないほうがいいかもしれないけど」「サルって言ったら差別発言になるのかな?」などと述べたが、撤回や修正はしなかったと説明した。FNNも後日、この時のやりとりを「精査」した結果として、記者団に「発言を撤回するとは明確に述べてはいなかった」としている。

#### BPOへの「告発」の示唆
小西は、同月29日には、「フジテレビを放送法第4条『意見が対立している問題については、できるだけ多くの角度から論点を明らかにすること』違反でBPO等に告発することが出来ます。」と投稿した。この発言に翌30日の朝日新聞は「内容は放送局への圧力ともとられかねず、妥当性が問われそうだ。」との意見を示した。この朝日の指摘に対し、小西は同年4月1日のTwitter投稿で「BPOはテレビ界設立の機関で、名誉棄損等や放送法違反を何人でも告発するためのものであり、これを威圧と報じるのは疑問だ。」と反論している。

#### 各党の反応
- 自由民主党衆議院議員で衆議院憲法審査会で与党側の筆頭幹事を務める新藤義孝は、「参議院議員が衆議院憲法審査会の運営に物申すこと自体が、とても驚きだ。小西議員の発言をどう取り扱うのか、まず立憲民主党内できちんと対処してもらい、われわれに状況を報告してほしいと申し上げた。大変、残念で受け入れられない発言であるが、最終的には人間性の問題かな、という気もしていて、私たちは精いっぱい努力しながら政局と離れて憲法審査の議論をさらに深めていきたい」と述べた[140]。
- 自由民主党衆議院議員の塩谷立は小西の発言を「とんでもない発言だ」とし、安倍派幹部も「小西氏を参院憲法審の野党筆頭幹事から差し替えるぐらいしないと、衆院側は納得しないのではないか」と語った[141]。
- 自由民主党のある幹部は、小西が自身の発言を報じたNHKやフジテレビに対し批判するTwitter投稿をしたことについて、小西が直前に放送法解釈変更を厳しく追及していたことに触れ、「言っていることとやっていることが真逆だ。報道の自由を巡って批判していた人の言葉とは思えない」と語った[142]。
- 自由民主党の世耕弘成参議院幹事長は、小西が「憲法学者」と称したことに関し「国会における憲法審は、学者が集まる学会ではなく、国民の立場に立って憲法がどうあるべきか、議論をしていく場だ。できるだけ頻度高く議論を行うことが重要ではないか」と述べた[143]。
- 公明党の山口那津男代表は、「真意が全く理解できない。極めて不適切だ」と断じた。同時に「発言を撤回し、謝罪したとはいえ、やはり心根を改めてほしい」とも語った[144]。
- 日本維新の会のある幹部は「誠実に議論している人をサルに例えるとは、憲法を議論する資格がない。立民は厳しく処分すべきだ」と苦言を呈した[145]。
- 日本維新の会は、衆議院議員の三木圭恵が「衆院憲法審に対する侮辱ではないか。謝罪を求めるべきだ」「私たちは真剣に議論を積み重ねてきている。それをサルだの蛮族だのといわれると我慢ができない」などと批判した。「立民は『論憲』と言ってきたが、小西氏の発言は論憲と相いれるのか」として、衆議院憲法調査会の野党筆頭幹事を務める立憲民主党の中川正春を追及した[146]。中川は「私自身もそういう表現は適切ではないと思うし、不快に思っている」とした上で、「どういう意図でなされたかというのはこれから確認していきたい」と述べた。「そんな見解を私たち（立民）は持っていない」とも語った[147]。
- 立憲民主党の長妻昭政調会長は、同月30日の記者会見で小西の発言について「報道で見ただけなので、事実関係をまず確認したい」とし、定例日開催の否定が党の見解であるかとの問いには「党の考え方ではない。議論をしていくことは重要だ」と言及。ただ「私どもが申し上げている議論の優先順位が、なかなか飲み込まれないままの開催になっているのは大変、不本意だ」と語った。小西のNHK・フジテレビに対する批判の投稿について「いま初めて話を聞いたので、事実関係を確認し、どういう意図でそういうことを書いたのか確認したい」と述べた[148]。
- 立憲民主党内でも小西に対する批判が多くある一方で、元総務大臣で衆議院議員の原口一博は自身のTwitterスペースに「小西を守れ!負けるな小西!」などと題した音声を投稿し「小西君はものすごく頭がいいが、頭のいい人ほど、出す情報量が多すぎる。だから、あらゆる方向から刃が向けられる。清水の次郎長みたく、自分らの仲間は死に物狂いで守らなくてはいけない。戦っている人間を、戦わない人が笑うのは簡単。足を引っ張るのも簡単。戦って道を切り開いているのは、小西洋之なんです」と擁護した[149]。
- 国民民主党代表の玉木雄一郎は、「与野党合意の中で真摯な議論を重ねてきた衆院憲法審に対する冒瀆だ。強く抗議するとともに、発言の撤回と謝罪を求めたい」とした[146]。アメリカのSF映画『猿の惑星』を引き合いに出し、「小西氏だけ別の星にいるのか。われわれがサルなら、われわれは『猿の惑星』にいるような気がする。猿の惑星はサルの方が知能が高く、人間を奴隷化したりする」述べた[150]。
- 有志の会衆議院議員の北神圭朗も抗議の意を表明した上で「私が唯一、驚いているのは、『憲法学者だった』というふうにおっしゃっているので、これも合わせて確認をしていただければ」としており、憲法学者であることの確認を憲法審査会に求めた[146]。
- 日本共産党では、志位和夫委員長が「個々の議員の発言についてこれ以上、コメントすることはない」と問題視しない意向を示した。「憲法改定を発議する場所だから憲法審査会を動かすことに反対だ」とも述べている[151]。一方、田村智子政策委員長は「そういう言葉自体を使うのが適切ではない」と述べている[152]。

#### 立憲民主党による処分

##### 憲法審査会野党筆頭幹事を事実上更迭
小西の謝罪後も、日本維新の会は東徹参議院国対委員長が、立憲民主党の斎藤嘉隆参議院国対委員長に対し「そのような発言をする野党筆頭幹事のもとでは、正常に憲法審査会を開催することはできない」として小西の参議院憲法審査会野党筆頭幹事を解任することを要求した。音喜多駿政調会長も自身のTwitter投稿で、しかるべき謝罪と撤回、党としての厳格な処分が行われるまでの間は、維新・立憲両党の政策協調を凍結するとした。
3月31日、立憲民主党の泉健太代表は、小西を参議院憲法審査会野党筆頭幹事から事実上更迭することを記者会見で発表した。泉代表は会見において、「党の見解とは異なる。厳しく注意した」、「改めて自身の立場の重さと、常に自らを律して自制心を持って発言、行動していくことは極めて大事だと強く思う」、「事実上の更迭とみていただいて構わない」と述べた。
この会見では、産経新聞の記者が、小西からLINEで「オフレコで、しかもその場で撤回した発言をよくも書くなあと呆れますが、書くのであれば以下の発言をちゃんと追記するように伝えてください。修正しないなら意図的な記事として、法的措置を取ります」とする内容のメッセージが届いたとして、編集権への介入に当たると述べた。この件について泉は「節度に足らなさがあったのではないか」とし重ねて謝罪した。立憲民主党内では、小西が国会で放送法を巡って安倍政権が報道に圧力をかけたとして政府の姿勢を追及する一方で、「サル発言」の釈明において特定のメディアに対する圧力とも取れる発信を続けているとして「言動が矛盾している」との批判が広がっており、同党幹部からは「役職停止など正式な処分が必要だ」との声も出ている。
小西の後任の参議院憲法審査会野党筆頭幹事としては、立憲民主党の杉尾秀哉参議院議員が4月5日の参議院憲法審査会より就任した。同日の参議院憲法審査会では杉尾は小西の「サル発言」について言及せず、日本維新の会の音喜多駿政調会長が「当事者、または然るべき立場の方から、憲法審の場で謝罪、撤回などの対応がなされることを強く期待する」と求めた。しかし杉尾は同日の憲法審査会後の取材において、「発言自体が憲法審の中での話じゃない。その後のぶら下がりのオフレコの場の発言だ。憲法審の場で謝罪とか、そういうふうにしなければいけないということではない」として、小西の「サル発言」について憲法審査会での撤回や謝罪を否定する認識を示した。これに対し、記者団は小西の「サル発言」はオンレコだったと指摘したが、杉尾は「オフレコであってもオンレコであっても、審査会の中で出た話ではない」として、重ねて謝罪の必要性を否定した。

##### 事実上の追加処分と立民参議院政策審議会長辞任
参議院憲法審査会筆頭幹事の事実上の更迭後も党内外から批判が噴出し、さらなる処分が必要だとする声が党内からも多く上がっていた。日本維新の会は、小西に対する処分が十分ではないとして、適切な追加処分が行われない限り、当分の間立憲民主党との「共闘」関係の凍結を継続する考えを示した。4月9日、衆議院憲法審査会野党筆頭幹事で同党所属の中川正春などは追加処分を示唆した。
4月11日、立憲民主党は常任幹事会を開催し、小西のサル発言やその後のTwitterなどでの問題発言を踏まえ、党の規約で定められている4段階の処分のうち、最も軽い「幹事長注意」とすることを決めた。同党の岡田克也幹事長は記者会見で「仮にオフレコだとしても明らかに不適切だった」とし、党として改めて謝罪した。小西は自身のTwitterアカウントにて「党幹事長からの注意措置を重く受け止め、深い反省の基に努めてまいります。失礼かつ不適切な発言について、改めて、衆院憲法審査会の先生方を始めとする皆様に深くお詫びを申し上げます。」と謝罪の投稿を行った。
同日、小西は立民参議院政策審議会長の辞任の意向を党側に申し入れ、党側はこれを了承した。

#### 追加処分後の動き
4月12日に行われた参議院憲法審査会幹事会の席上、立憲民主党は他党が求めていた小西の憲法審査会での謝罪を拒否する姿勢を示した。杉尾秀哉筆頭幹事は、小西が衆議院の憲法審査会の各会派に個別に謝罪していることを挙げ、「これ以上の対応は必要ない」と述べた。
日本維新の会は個別の謝罪を受け入れない方針で、音喜多駿政調会長は、憲法審査会での謝罪を要求し、立憲民主党内で小西を擁護する声が出ていることについては「他党に厳しく議員辞職や閣僚更迭を求めるのに、バランスが取れるのか」と批判した。馬場伸幸代表は同月13日の記者会見で、11日18時頃に小西が事務所に現れ、不在の馬場に代わり対応した秘書に「自身のTwitterに投稿した謝罪文をプリントした文書1通と名刺」を渡し、真意を尋ねた秘書に「こういう形でお詫びしています」なとど言い残して去って行ったと述べ、「常識的に18時を回れば国会議員が自分の事務所にいるということは、かなり可能性として低くなると思うが、そういう時間帯にわざわざ私の事務所にお見えになった」「人に謝罪をするということは政治家のみならず一般常識として、自分が打ったツイートをプリントアウトして渡す、そういうことをあんまり…。社会常識としてやっぱりおかしいと思う。そこに何か謝罪の意が込められているのかといえば、普通は込められていないと判断すると思う」と批判した。
立憲民主党の泉健太代表は、同月14日の記者会見で「（小西は）反省している」と擁護しつつも「それをどう表現していくかということが、やはり周囲のご理解をいただけるように……。今後も議員としての活動は続いていくわけだから、やはり周囲の理解が得られるように行動していく、こういうことが大事ではないか」と小西の行動を批判した。

## 議員連盟
- 大学の軍事研究の問題等を考える議員連盟
- 超党派 動物福祉(アニマルウェルフェア)を考える議員連盟
- 通学安全対策促進議員連盟
- 日韓議員連盟

## 人物
姉と妹2人の4人兄弟。既婚。趣味は空手やテニス、サッカー等。
国会における質問で、度々答弁者の知識を問う質問をすることから「国会のクイズ王」の異名をとる。

## 年譜
- 1972年1月28日 - 徳島県徳島市で出生
- 1990年
  - 3月 - 徳島市立高等学校卒業
  - 4月 - 徳島大学医学部入学
- 1992年 - 徳島大学医学部中退
- 1993年4月 -東京大学教養学部前期課程入学
- 1998年
  - 3月 - 東京大学教養学部教養学科卒業
  - 4月 - 郵政省入省
- 2004年 - コロンビア大学国際公共政策大学院修士課程修了、総務省情報通信政策局放送政策課課長補佐
- 2006年 - 経済産業省商務情報政策局情報政策課課長補佐
- 2008年 - 総務省自治行政局選挙部政治資金課課長補佐、東京大学医療政策人材養成講座修了
- 2010年 - 総務省情報流通行政局衛星・地域放送課課長補佐を最後に退官、第22回参議院議員通常選挙で当選
- 2016年 - 第24回参議院議員通常選挙で再選
- 2022年 - 第26回参議院議員通常選挙で3選

## 著書
単著
- 『いじめ防止対策推進法の解説と具体策』WAVE出版、2014年3月5日、ISBN 978-4872906554。
- 『私たちの平和憲法と解釈改憲のからくり ―専守防衛の力と「安保法制」違憲の証明―』八月書館、2015年8月18日、ISBN 978-4938140915。
- 『日本を戦争する国にしてはいけない―違憲安保法案「ねつ造」の証明』WAVE出版、2015年8月26日。ISBN 978-4872907728。

共著
- 平和憲法の破壊は許さない　―なぜいま、憲法に自衛隊を明記してはならないのか―　（2019年1月30日、日本評論社、ISBN 978-4535524149） - 伊藤真、寺井一弘との共著

その他
- 山崎聡一郎『こども六法』弘文堂、2019年8月。ISBN 978-4335357923。 - 本書のうち、「第7章 いじめ防止対策推進法」を監修している

## 選挙歴
| 当落 | 選挙                     | 執行日         | 年齢 | 選挙区       | 政党       | 得票数     | 得票率 | 定数 | 得票順位 /候補者数 | 政党内比例順位 /政党当選者数 |
| ---- | ------------------------ | -------------- | ---- | ------------ | ---------- | ---------- | ------ | ---- | ------------------ | ---------------------------- |
| 当   | 第22回参議院議員通常選挙 | 2010年07月11日 | 38   | 千葉県選挙区 | 民主党     | 53万5632票 | 20.15% | 3    | 1/9                | /                            |
| 当   | 第24回参議院議員通常選挙 | 2016年07月10日 | 44   | 千葉県選挙区 | 民進党     | 47万2219票 | 18.11% | 3    | 3/7                | /                            |
| 当   | 第26回参議院議員通常選挙 | 2022年07月10日 | 50   | 千葉県選挙区 | 立憲民主党 | 47万3175票 | 18.62% | 3    | 3/14               | /                            |